# سان فرانسیسکو
سان فرانسیسکو (به اسپانیایی: San Francisco‎، تلفظ انگلیسی: سَن فِرَنسیسکو) با جمعیت ۸۸۴٬۳۶۳ نفر، چهارمین شهر بزرگ ایالت کالیفرنیا در ایالات متحده آمریکا و پس از نیویورک متراکم‌ترین شهر آمریکا از نظر جمعیت است. سان فرانسیسکو با بیش از ۷ میلیون نفر جمعیت، پنجمین شهر بزرگ ایالات متحده است و در این کشور تنها نیویورک، لس آنجلس، شیکاگو و واشینگتن دی‌سی-بالتیمور از آن بزرگترند.
سان فرانسیسکو در نوک شمالی شبه‌جزیرهٔ سان فرانسیسکو قرار دارد که اقیانوس آرام را از خلیج سان فرانسیسکو جدا می‌کند. چندین جزیرهٔ درون خلیج و جزایر فارالون نیز که در ۲۷ مایلی ساحل در اقیانوس آرام قرار دارند، بخشی از محدودهٔ شهری سان فرانسیسکو به‌شمار می‌آیند. سان فرانسیسکو روی یکی از بزرگ‌ترین و طولانی‌ترین گسل‌های جهان یعنی گسل سان آندریاس قرار دارد و زلزله سال ۱۹۰۶ میلادی نتیجه فعالیت سهمگین این گسل مهم بوده‌است
سان فرانسیسکو نقطه مرکزی در محدوده کلانشهر منطقه خلیج سان فرانسیسکو به‌شمار می‌رود. منطقه شهری که سانفرانسیسکو مرکز آن است از شهرهای سان خوزه، سانفرانسیسکو، اوکلند و برکلی تشکیل شده‌است. این محدوده در جمع ۷ میلیون جمعیت دارد. پالو آلتو، اعیانی‌ترین محلهٔ سان فرانسیسکو است.
سان فرانسیسکو یکی از محبوب‌ترین شهرهای گردشگری جهان است. از ویژگی‌های سان فرانسیسکو تپه‌های شیب‌دار، تابستان‌های دلپذیر و مه‌آلودگی است. از معروف‌ترین نمادهای شهر می‌توان به پل گلدن گیت، آلکاتراز، محله چینی‌ها، هرم ترنزامریکا و فونیکولار اشاره کرد. محله همجنس‌گرایان کاسترو نیز از شهرت بین‌المللی برخوردار است.

## پیشینه
اسپانیایی‌ها نخستین اروپاییانی بودند که به سال ۱۷۷۶ میلادی در سان فرانسیسکو ساکن شدند. پس از تب طلا در کالیفرنیا در ۱۸۴۸، شهر سان فرانسیسکو هم به سرعت رشد کرد. زمین‌لرزه ۱۹۰۶ سان فرانسیسکو، شهر را تبدیل به ویرانه نمود ولی پس از آن شهر به سرعت بازسازی شد.
در حدود ۳۰۰۰ سال پیش از میلاد، منطقه خلیج سانفرانسیسکو توسط یک قبیله سرخپوست، که بعداً اوهلون نامیده شد، مسکونی شده‌بود. در ۱۶ نوامبر ۱۵۴۲، خوان رودریگز کابریلو در امتداد ساحل نزدیک سان فرانسیسکو حرکت کرد و فارالون‌ها را کشف کرد. در سال ۱۵۷۵، کشتی سباستیائو رودریگز سورومنیو در خلیج دریکز به گل نشست و مدعی مالکیت این اراضی برای اسپانیا شد. او این محل را بندر فرانسیس مقدس (Puerto de San Francisco) نامید. بعداً در سال ۱۵۷۹، کشتی سر فرانسیس دریک نیز در این خلیج به گل نشست. مدعی مالکیت این اراضی برای انگلستان شد و نام آن را نوا آلبیون گذاشت.
پیشگامان دیگر، از جمله خوزه فرانسیسکو اورتگا، با یک سفر اکتشافی اسپانیایی به رهبری گاسپار دی پورتالا، گلدن گیت (دروازه طلایی) را در ۲ نوامبر ۱۷۶۹ کشف کردند. هفت سال بعد، در ۲۸ مارس ۱۷۷۶، سفر اکتشافی اسپانیایی دیگری به رهبری خوان باتیستا دی آنزا، پرسیذیئ و سپس، در ژوئن همان سال، پایگاه مبلغان «سان فرانسیسکو دی آسیس» را تأسیس کرد.
در آغاز سده نوزدهم، روستای یربا بوئنا («علف خوب») در حدود سه کیلومتری پرسیدیو شکل گرفت. هنگامی که جنگ مکزیک و آمریکا در سال ۱۸۴۶ آغاز شد، ایالات متحده بخشی از آلتا کالیفرنیا، از جمله یربا بوئنا را تصاحب کرد و نام یربا بوئنا را به سان فرانسیسکو تغییر داد.
این شهر در جریان هجوم طلا در کالیفرنیا که در سال ۱۸۴۸ آغاز شد، رشدی پرسرعت به خود دید. در سال ۱۹۰۶ در سان فرانسیسکو زمین‌لرزه‌ای عظیم رخ داد که گفته می‌شود چندین هزار کشته داشته و بسیاری از ساختمان‌ها را ویران کرده‌است. سپس شهر به سرعت و در مقیاس وسیع بازسازی شد. در نیمه دوم قرن بیستم، سان فرانسیسکو به شهر خرده‌فرهنگ‌های متفاوت تبدیل شد. در دهه ۱۹۶۰، این شهر به عنوان پایتخت هیپی‌ها در جهان شناخته می‌شد. محله هیت-اشبری به‌طور خاص برای جنبش هیپی‌ها مرکزیت داشت. هاروی میلک، عضو شورای شهر سان فرانسیسکو، یکی از اولین مقامات شهری آشکارا همجنسگرا در دهه ۱۹۷۰ بود. امروزه نیز سان فرانسیسکو به عنوان محل آسوده‌زیستی همجنس‌گرایان در ایالات متحده معروف است.

## مکان‌های دیدنی سان فرانسیسکو

موقعیت شهرستان سان فرانسیسکو در ایالت کالیفرنیا

گرچه این شهر همانند سایر مناطق کالیفرنیا آب و هوای مدیترانه‌ای دارد اما به خاطر جریان‌های هوایی که در این منطقه وجود دارد، تابستانی خُنَک و زمستانی مرطوب و معتدل دارد. گلدن گیت را می‌توان نه تنها سمبل سان فرانسیسکو؛ بلکه پس از مجسمه آزادی، سمبل آمریکا دانست. پل بی بریج که پل ارتباطی بین سان فرانسیسکو و اوکلند می‌باشد نیز از پل‌های بزرگ و معروف این شهر است. سان فرانسیسکو همچنین به دلیل داشتن تپه‌های بلند شهرت دارد. ارتفاع این تپه‌ها گاهی به ۳۰ متر هم می‌رسد. ناب هیل، راشن هیل و بلندی‌های پاسیفیک از معروف‌ترین تپه‌های این شهر هستند.
اوشن بیچ و بیکر بیچ از پلاژهای زیبای این شهر به‌شمار می‌آیند اما به دلیل سردی آب اقیانوس و امواج بلند چندان برای شنا کردن مناسب نیستند. ضلع شرقی سان فرانسیسکو لنگرگاه کشتی‌های مسافربری و تجاری بوده و اسکله ماهیگیران در این منطقه قرار دارد که از مکان‌های محبوب گردشگران است.

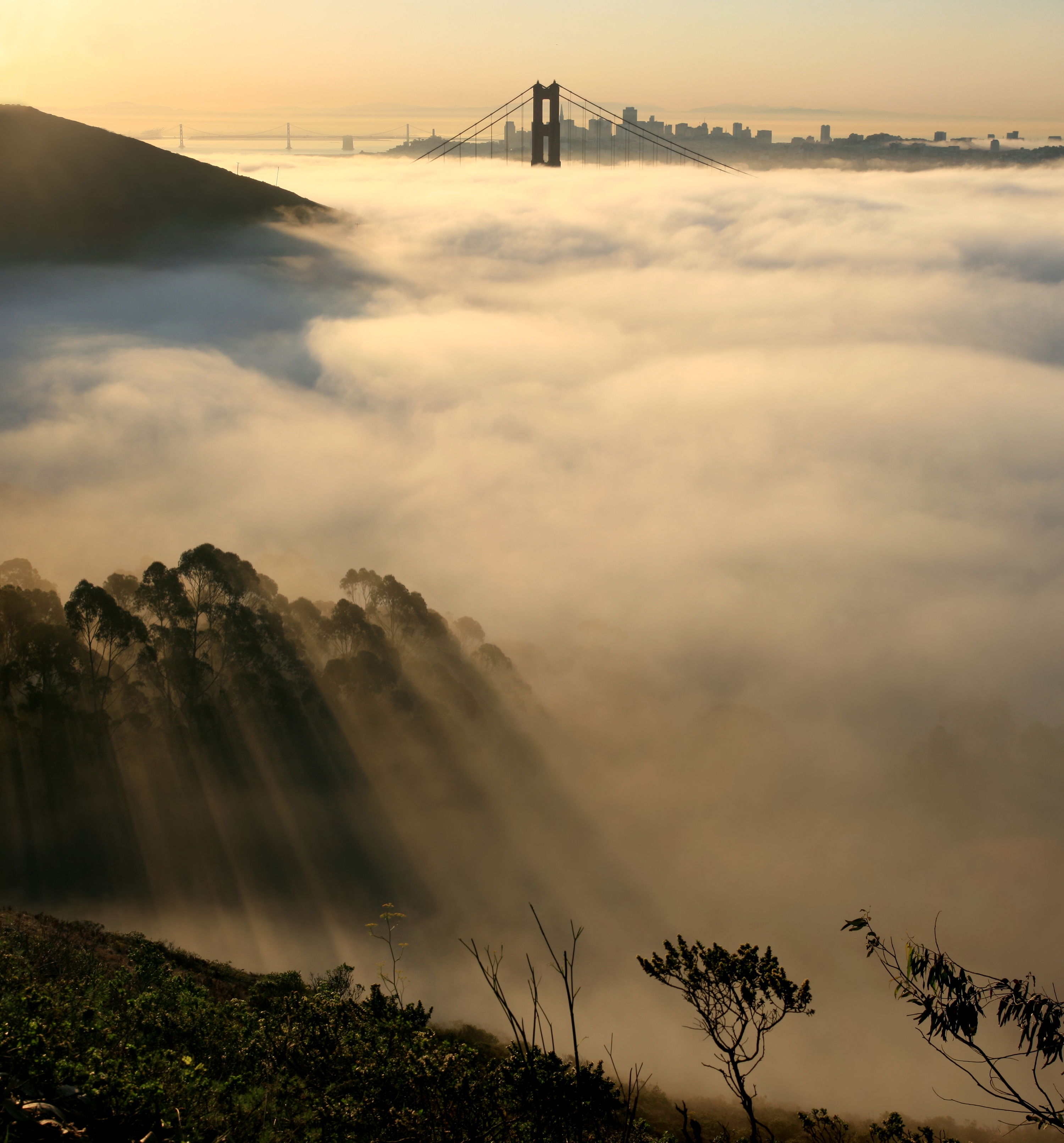
مه روی سان فرانسیسکو

خیابان مارکت مهم‌ترین قسمت اداری و تجاری سان فرانسیسکو به حساب می‌آید. محله چینی‌ها (سان فرانسیسکو) از محله‌های بزرگ و قدیمی این شهر و بزرگ‌ترین تجمع مردم چینی‌تبار در خارج از کشور چین است. از دیگر قسمت‌های شهر، محله ایتالیایی نشین نورت بیچ است که بسیاری از رستوران‌های ایتالیایی در این محله قرار دارد. ناحیه میشن از مناطق پرجمعیت سان فرانسیسکو به‌شمار می‌رود و بیشتر ساکنانش از کارگران مهاجر آمریکای جنوبی هستند. محله ریچموند در شمال گلدن گیت پارک و محله سانست در جنوب آن از محله‌های شلوغ و پر رفت‌وآمد این شهر می‌باشند. تیم بیسبال جاینتز و تیم فوتبال فورتی ناینرز از تیم‌های ورزشی پرطرفدار سان فرانسیسکو هستند.
از نقاط دیگر دیدنی این شهر می‌توان به کاخ هنرهای زیبا، پل گلدن گیت، جزیره آلکاتراز، محله چینی‌ها، برج سوترو، موزه هنرهای معاصر سان فرانسیسکو، فرهنگستان علوم کالیفرنیا و برج هرمی شکل ترنس آمریکا اشاره کرد. محله هیت-اشبری که نام آن با جنبش دههٔ ۶۰ هیپی‌ها عجین شده و فضای هیپی‌وار خود را همچنان نگاه داشته نیز از محله‌های دیدنی این شهر است.

## اقتصاد
سان فرانسیسکو درآمد هنگفتی از گردشگری به دست می‌آورد. همه ساله تعداد زیادی توریست برای بازدید از اماکنی همچون جزیره آلکاتراز و پل گلدن گیت به این شهر مراجعه می‌کنند. همچنین بانک‌ها و شرکت‌های بزرگی نیز در این شهر مستقر هستند که برای نمونه می‌توان به بانک ولز فارگو اشاره کرد. فرودگاه بین‌المللی سان فرانسیسکو نیز یکی از فرودگاه‌های بزرگ آمریکاست و نام متروی سرتاسری شهر بی اِریا رَپید ترَنزیت است.

## مترو
مترو انتقال‌گر سریع منطقه خلیج در سال ۱۹۷۳ تأسیس شده و هم‌اکنون دارای ۶ خط و ۴۵ ایستگاه است.

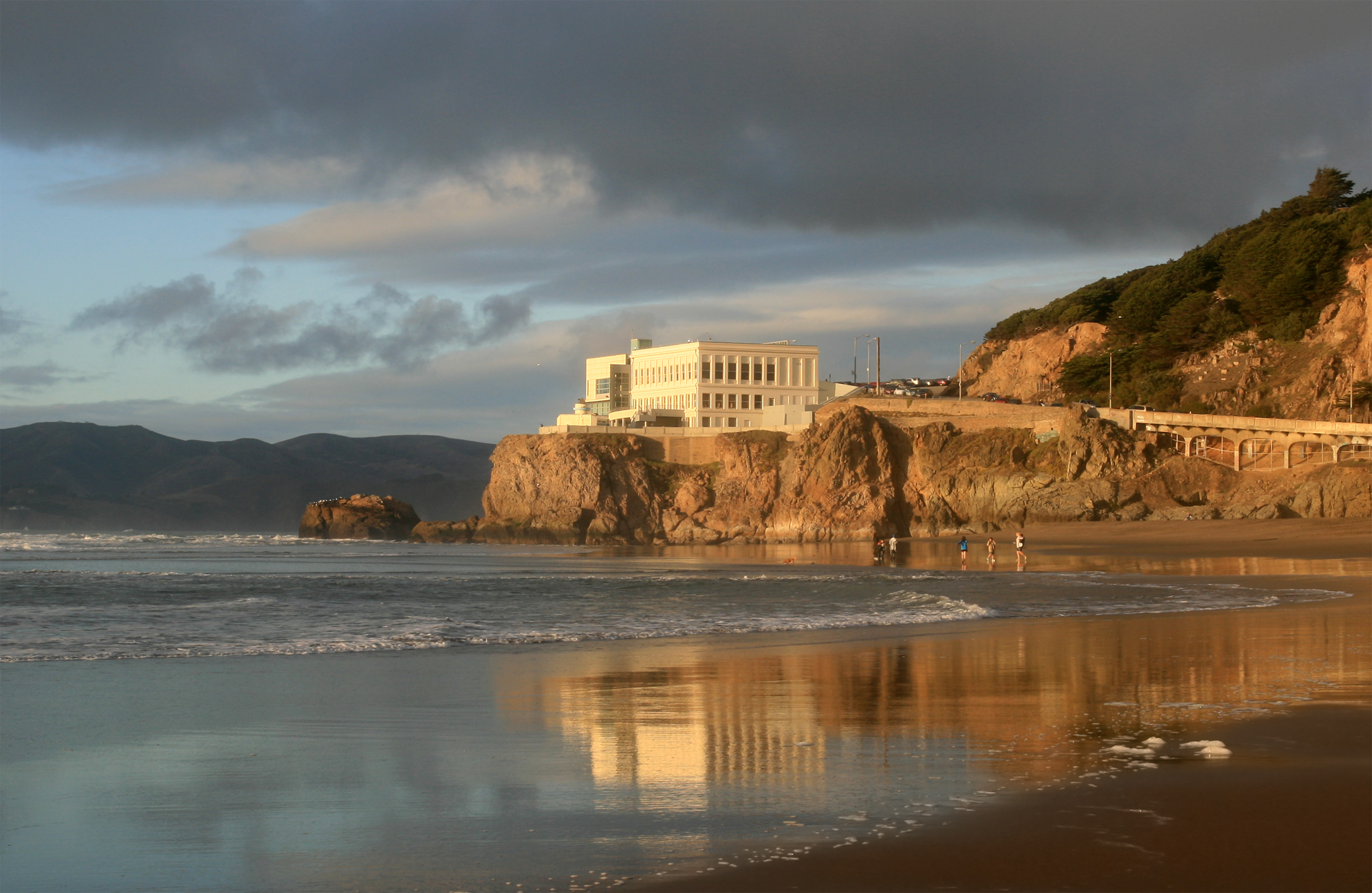
کلیف هاوس، سان فرانسیسکو ساختمانی به سبک نئوکلاسیک است که بر روی سردر بالای صخره‌ها درست در شمال ساحل اقیانوس، در محله اوتر ریچموند در سان فرانسیسکو، کالیفرنیا قرار دارد. این ساختمان مشرف به محل سوترو باثو سیل راکس است و بخشی از منطقه تفریحی ملی گلدن گیت است که توسط سرویس پارک ملی (NPS) اداره می‌شود. کلیف هاوس متعلق به سازمان پارک‌های ملی است. تراس ساختمان میزبان دوربینی به اندازه اتاق است.

## مراکز دانشگاهی
- دانشگاه کالیفرنیا در سان فرانسیسکو
- دانشگاه ایالتی سان فرانسیسکو
- دانشگاه سان فرانسیسکو
- دانشگاه گلدن گیت
- دانشگاه کالیفرنیا، کالج حقوق هیستینگز

## ورزش
- سان فرانسیسکو فورتی ناینرز (فوتبال آمریکایی)
- سان فرانسیسکو جایِنتس (بیس بال)